# Grimsby
Grimsby este un oraș în comitatul Lincolnshire, regiunea Yorkshire and the Humber, Anglia. Orașul se află în districtul unitar North East Lincolnshire a cărui reședință este.